# Вдовин, Валерий Сергеевич
Валерий Сергеевич Вдовин (4 марта 1949 года, Бугуруслан, Оренбургская область, СССР) — советский футболист, впоследствии — тренер.

## Биография
Начинал играть в футбол в Бугуруслане. После службы в армии поступил в Государственный институт физической культуры и параллельно привлекался к тренировкам дубля московского «Торпедо». После получения диплома в 1976 году работал тренером в «Газовике», а затем он переехал в подмосковный Железнодорожный.
В 1992 году тренировал реутовский «Титан», за который выступал юный Андрей Тихонов. Помогал ему в переходе в московский «Спартак».
В 2005 году откликнулся на предложение поработать в Лаосе. Готовил национальную команду страны к 23-м играм Юго-Восточной Азии. Затем несколько лет возглавлял молодежную сборную. Позже вновь вернулся к работе с главной сборной на Чемпионате АСЕАН.